# Polizeiruf 110: Diebe
Diebe ist ein Fernsehfilm aus der Krimireihe Polizeiruf 110. Der vom Norddeutschen Rundfunk produzierte Beitrag ist die 410. Polizeiruf 110-Episode und wurde am 25. Februar 2024 im Ersten ausgestrahlt. Es ist der 28. Fall des Rostocker Teams.

## Handlung
Das Kripoteam Rostock untersucht einen vermeintlichen Haushaltsunfall in einem Einfamilienhaus, der sich jedoch schnell als fingierter Unfalltod herausstellt. Die Spur führt zu einem dubiosen Senioren-Betreuungsverein, der ältere Menschen in fragwürdige Immobiliengeschäfte verwickelt. Schnell unter Verdacht gerät der Anlageberater Schopp, der von einer Zeugin – eine drogenabhängige Diebin und Einbrecherin – erpresst wird. Er gesteht auch den Mord, widerruft dieses Geständnis aber wieder. Am Ende stellt sich heraus, dass Schopps Frau die Täterin war, die auch als Anlageberaterin arbeitet. Sie wird in jenem Moment gestellt, in dem sie gerade die Zeugin ermordete.
In einer Nebenhandlung trifft sich König mit dem Mann, der behauptet ihr Vater zu sein. Dieser erzählt ihr, warum er sich vierzig Jahre nicht bei seiner Tochter gemeldet hatte. Seine Bitte, vorübergehend bei ihr wohnen zu dürfen, lehnt sie ab. Nach einer weiteren Aussprache der beiden reist er ab und "vergisst" seine Hotelrechnung zu bezahlen. Dies muss Katrin König übernehmen, die enttäuscht und verstört zurückbleibt.

## Hintergrund
Der Film wurde vom 18. Mai 2022 bis zum 20. Juli 2022 in Hamburg und Rostock gedreht.
Teil des Soundtracks ist der aus den 1930er-Jahren stammende Song Over the Rainbow.

## Rezeption

### Kritik
Das Lexikon des Internationalen Films vergab dem Film drei von fünf möglichen Sternen und hob hervor, dass die „diversen persönlichen Befindlichkeiten auf Seiten der Ermittlerinnen […] vergleichsweise geschickt integriert […] und zum eigentlichen Spannungsfaktor des Films“ würden. Die eigentliche Aufklärung verlaufe „routiniert, aber ohne sonderliche Überraschungen und inszenatorische Schlenker.“

### Einschaltquoten
Die Erstausstrahlung von Diebe am 25. Februar 2024 wurde in Deutschland von 7,38 Millionen Zuschauern gesehen und erreichte einen Marktanteil von 24,8 % für Das Erste.